# Хейняйоки (река, впадает в Сюскюярви)
Хейняоя или Хейняйоки, в верхнем течении Луотооя — река в России, протекает по Суоярвскому району Карелии. Впадает в расположенное на границе с Питкярантским районом озеро Сюскюярви, из которого вытекает Сюскюянйоки. Длина реки составляет 12 км.

## Данные водного реестра
По данным государственного водного реестра России относится к Балтийскому бассейновому округу, водохозяйственный участок реки — Водные объекты бассейна оз. Ладожское без рр. Волхов, Свирь и Сясь, речной подбассейн реки — Нева и реки бассейна Ладожского озера (без подбассейна Свирь и Волхов, российская часть бассейнов). Относится к речному бассейну реки Нева (включая бассейны рек Онежского и Ладожского озера).
Код объекта в государственном водном реестре — 01040300212102000011143.

## Фотографии
|  |  |

## Топографическая карта
- Лист карты P-36-75,76 Ляскеля. Масштаб: 1 : 100 000. Состояние местности на 1987 год. Издание 1990 г.